# Атлантический землерой
Атлантический землерой (лат. Lithognathus mormyrus) — лучепёрая рыба из семейства спаровых (Sparidae).

## Описание
Тело вытянутое, сплющенное по бокам с несколько закругленным профилем головы. Рыло длинное. Глаза маленькие, высоко расположенные. Рот горизонтальный, немного опущенный, с толстыми губами. Верхняя челюсть немного выдается вперед. Спинной плавник длинный, неразделенный с 11—12 колючими и 12 мягкими лучами. Грудные плавники с одним лучом-колючкой и 5 мягкими лучами. Окраска тела серебристо-серая с 11—13 длинными темными поперечными темно-серыми полосами. Плавники желтовато-серого цвета. На обеих челюстях в переднем ряду находятся некрупные конической формы зубы, за ними располагаются в несколько рядов мелкие конические зубы, боковые зубы крупные жевательные, на нижней челюсти их 2—4 ряда, на верхней — 3—6 рядов. Брюшные и анальный плавники желтоватые, остальные — серые, спинной и хвостовой заметно темнее. Достигает длины 55 см, обычно — до 25 см. Общая продолжительность жизни составляет до 12 лет.

## Ареал
Ареал вида охватывает восточную часть Атлантического океана и западную часть Индийского океана. Встречается в восточной части Атлантического океана, от Бискайского залива до мыса Доброй Надежды, и вокруг Канарских островов и Кабо-Верде. Распространён также в Средиземном и Красном морях. Встречается в западной части Индийского океана от южной части Мозамбика до мыса Доброй Надежды. Встречается в Турции у побережья Левантийского, Эгейского и Мраморного морей.
Известны находки вида у берегов Болгарии в Варненском заливе, Румынии и вдоль северного побережья Турции.
Одна особь выловлена промысловой донной ловушкой в прибрежной зоне Юго-Западного Крыма возле мыса Айя в июне 2013 года. Второй экземпляр был пойман балаклавскими рыбаками там же в октябре 2015 года. Ещё один экземпляра в июне 2016 года был добыт в районе Севастополя (Круглая бухта).
В сентябре 2016 года вид обнаружен в сетных уловах у кавказского побережья Российской Федерации (в районе п. Лазаревское), ранее в данном районе не описанный.
В 2015—2016 годах у побережья Абхазии при проведении промысла жаберными сетями на песчано-илистом грунте на глубинах 1—7 м в уловах отмеченось значительное количество особей атлантического землероя массой 70—250 г. Примерная численность особей данного вида, выловленного сетями и рыболовами-любителями за указанный временной период, составляет 1—1,5 тысячи экземпляров.

## Биология
Морская придонная рыба. Обитает на шельфе до глубин 80—150 м, а также в эстуариях. Встречается преимущественно на песчаном, илисто-песчаном дне и среди водорослей и морской травы зостеры. Протандрический гермафродит. Молодые рыбы созревают как самцы в возрасте двух лет при длине около 14 см. При достижении возраста 4—7 лет и длины 21—28 см превращаются в самок. Нерест происходит в июне-июле. Молодь длиной 1—2 см с отчетливо зазубренной предкрышкой. Питается ракообразными, моллюсками, морскими червями и другими донными беспозвоночными.